# بی‌جی‌ام-۷۱ تاو
بی‌جی‌ام-۷۱ تاو (به انگلیسی: BGM-71 TOW) نوعی موشک هدایت‌شونده ضد تانک است که در دهه ۱۹۶۰ در شرکت هواپیماسازی هیوز طراحی شده و از سال ۱۹۷۰ به خدمت ارتش آمریکا پذیرفته شد.
تاو در کنار موشک روسی ۹کی۱۱ مالیوتکا یکی از دو موشک هدایت‌شونده پرتیراژ دنیا بوده‌است. این موشک هم قابلیت شلیک سطح به سطح و هم قابلیت شلیک هوا به سطح را دارد. کلمه تاو از ابتدای کلمات "Tube-launched, Optically tracked, Wire-guided" می آید که به معنی پرتاب شده از لوله، تعقیب شده نوری و هدایت شده با سیم هست.

## خصوصیات
موتور این موشک دومرحله‌ای و از نوع سوخت جامد است. سامانه‌های پرتاب متعددی برای این موشک طراحی شده که شامل پرتابگرهای قابل حمل توسط پیاده‌نظام، پرتابگرهای نصب‌شونده بر روی خودروها و پرتابگرهای نصب‌شونده بر روی بالگرد می‌شود. موشک تاو در هیچیک از کشورهای کاربر آن از رده خارج نشده اما بهینه‌سازی‌های متعددی بر روی آن انجام شده‌است.
برد مفید این موشک ۶۵ تا ۳٬۷۵۰ متر، کالیبر آن ۱۵۲ میلی‌متر، وزن کلاهک آن ۳٫۹ کیلو در مدل‌های آ تا سی و ۵٫۹ کیلوگرم در مدل‌های دی تا اف، و وزن کل موشک در مدل‌های مختلف بین ۱۸٫۹ کیلو تا ۲۲٫۶ کیلو است.
قدرت نفوذ این موشک در زره حدود ۶۰ سانتی‌متر در مدل آ و بی و ۷۰ تا ۸۰ سانتی‌متر در مدل سی برآورد شده‌است. حداکثر سرعت موشک تاو ۲۷۸ متر بر ثانیه است و فاصله بین شلیک تا برخورد موشک با هدف در حداکثر برد مفید موشک ۲۰ ثانیه است که به معنای میانگین سرعت حدود ۱۸۷ متر بر ثانیه این موشک است.

## به‌کارگیری در ایران

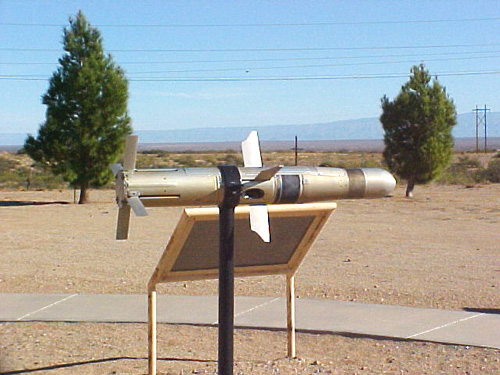
نمایی از موشک تاو

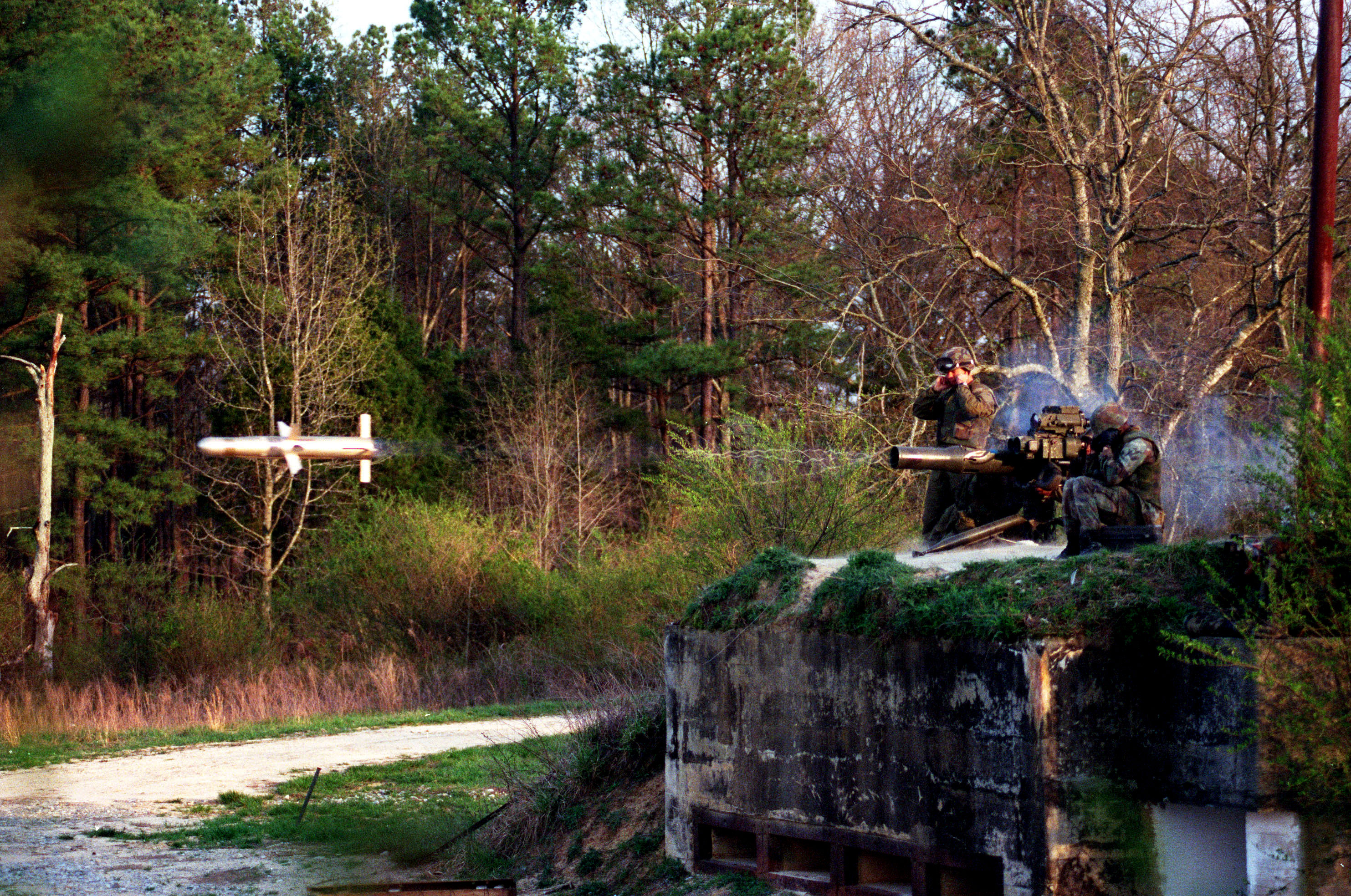
موشک تاو، درحال شلیک

ایران از نخستین کشورهای واردکننده تاو بود و این کار را از سال ۱۹۷۱ انجام داد. تعداد موشک‌های تاو خریداری شده توسط ایران بسیار زیاد بود و در مجموع ۴٬۷۶۰ عدد از این موشک بین سال‌های ۱۹۷۳ تا ۱۹۷۶ و ۱۹٬۰۶۴ عدد دیگر بین سال‌های ۱۹۷۶ تا ۱۹۷۹ خریداری شد. بین سال‌های ۱۹۸۵ و ۱۹۸۶ نیز ایران موفق به خرید ۲۰۰۸ موشک تاو دیگر از آمریکا طی قراردادهایی پنهانی معروف به ماجرای مک فارلین شد. خطوط مونتاژ و تعمیر آن هم در ایران راه‌اندازی شد و مذاکراتی هم با کارخانه هیوز در مورد تولید آن در ایران انجام گرفت.
موشک توفان مدل تولید ایران موشک تاو است که به صورت مهندسی معکوس تولید شده‌است.

## کاربران
| - آرژانتین - بحرین - بوتسوانا - کامرون: - کانادا: - شیلی - چاد - کلمبیا - دانمارک - مصر- تولید داخلی تحت لیسانس - اتیوپی - فنلاند - مجارستان - آلمان - یونان - ایران- تولید تحت عنوان موشک طوفان و قائم | - اسرائیل - ایتالیا - ژاپن - اردن - کنیا - کویت - لبنان- عمدتاً مورد استفاده نفربرهای زرهی هاموی است. - لوکزامبورگ - مراکش - نروژ - عمان - پاکستان- بیش از ۳۳۰۰ تاو در سال ۲۰۰۶ دریافت شد. - پرتغال - عربستان سعودی | - کره جنوبی - اسپانیا - سوئد - اسواتینی - سوئیس - تایوان - تایلند - تونس - ترکیه - امارات متحده عربی - بریتانیا: - ایالات متحده آمریکا - ویتنام - یمن |

## نگارخانه

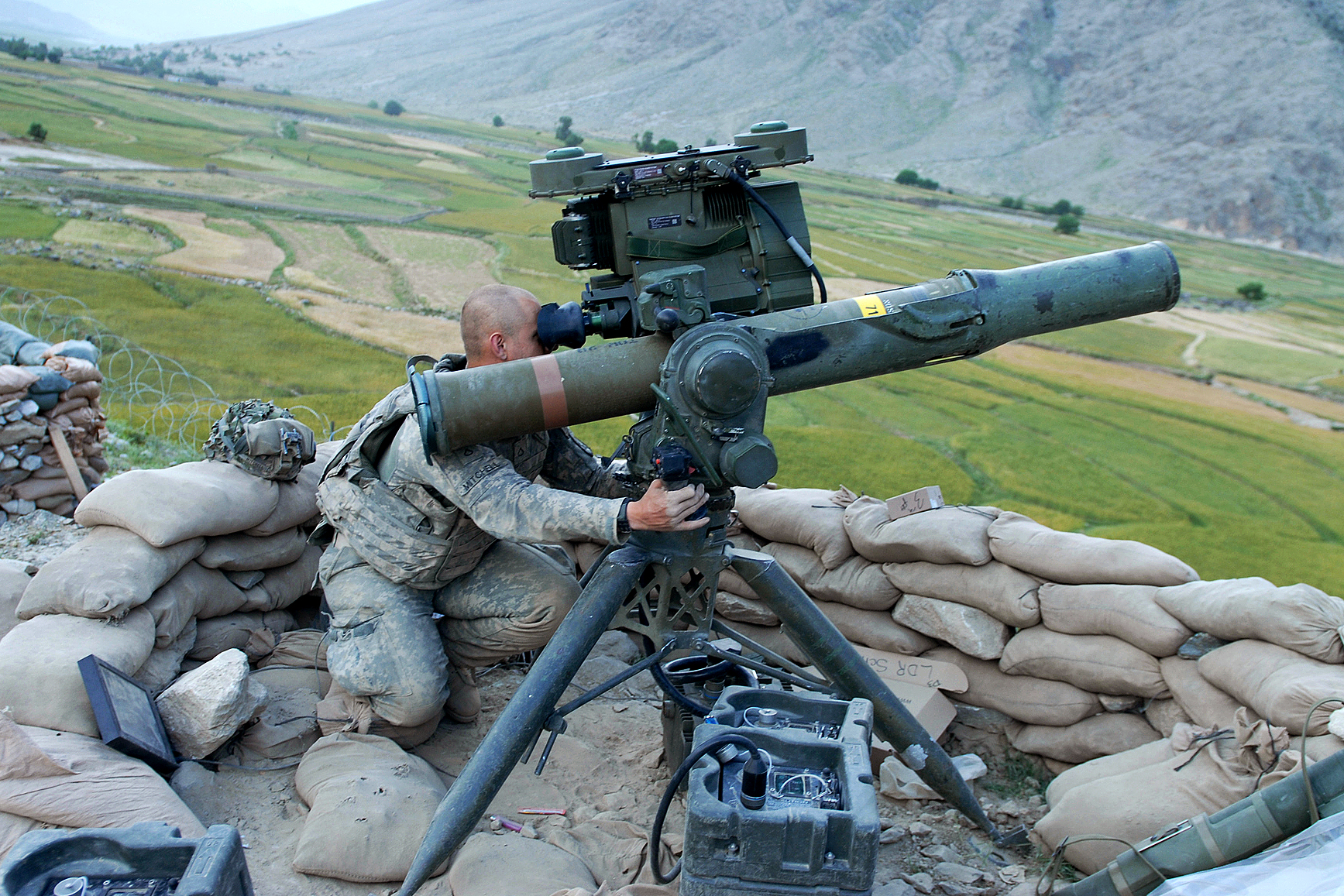
پرتابگرموشک تاو و سه پایه ام۲۲۰ م
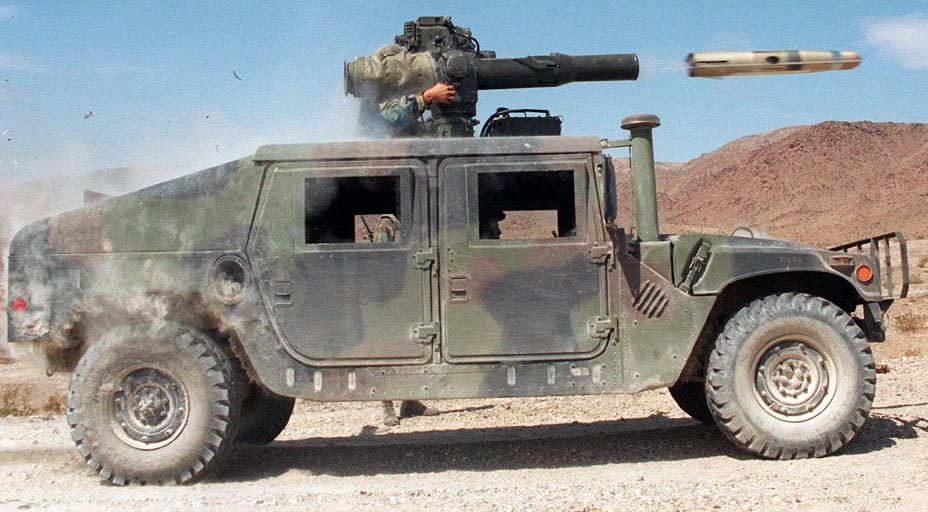
شلیک موشک تاو از خودروی هامر
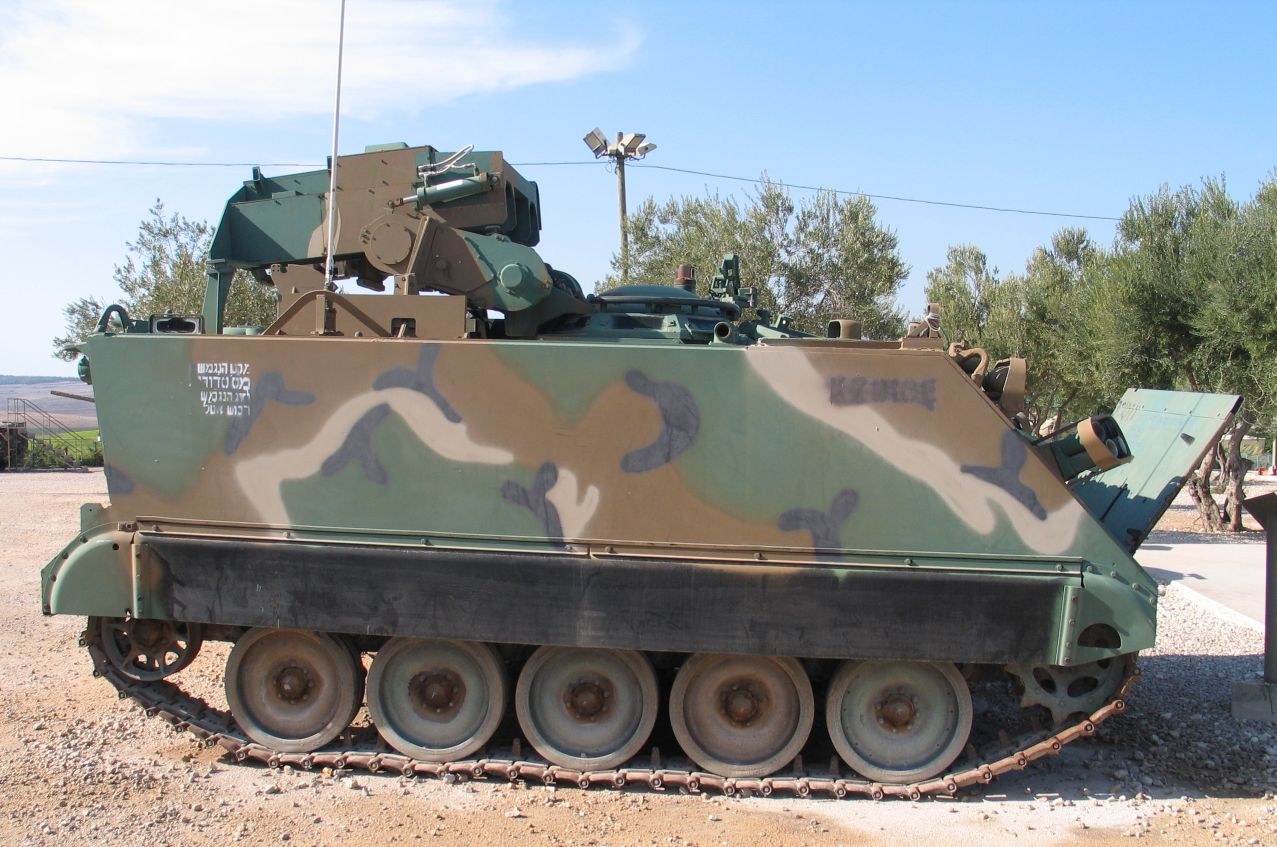
خودرو شکارچی تانک ام۹۰۱ بر اساس نفربر زرهی ام۱۱۳ ساخته شده و مسلح به موشک تاو است
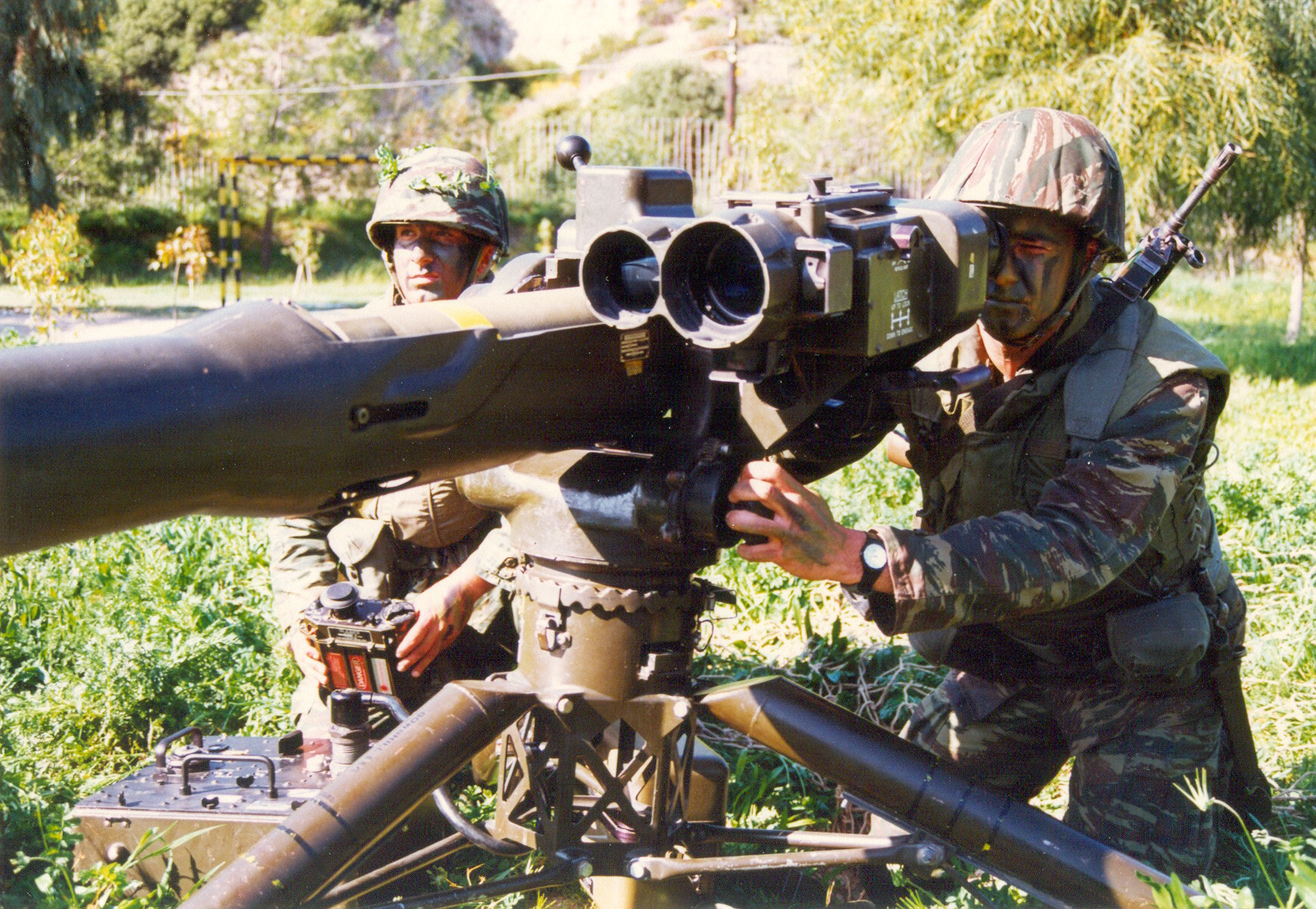
سرباز یونانی و موشک تاو
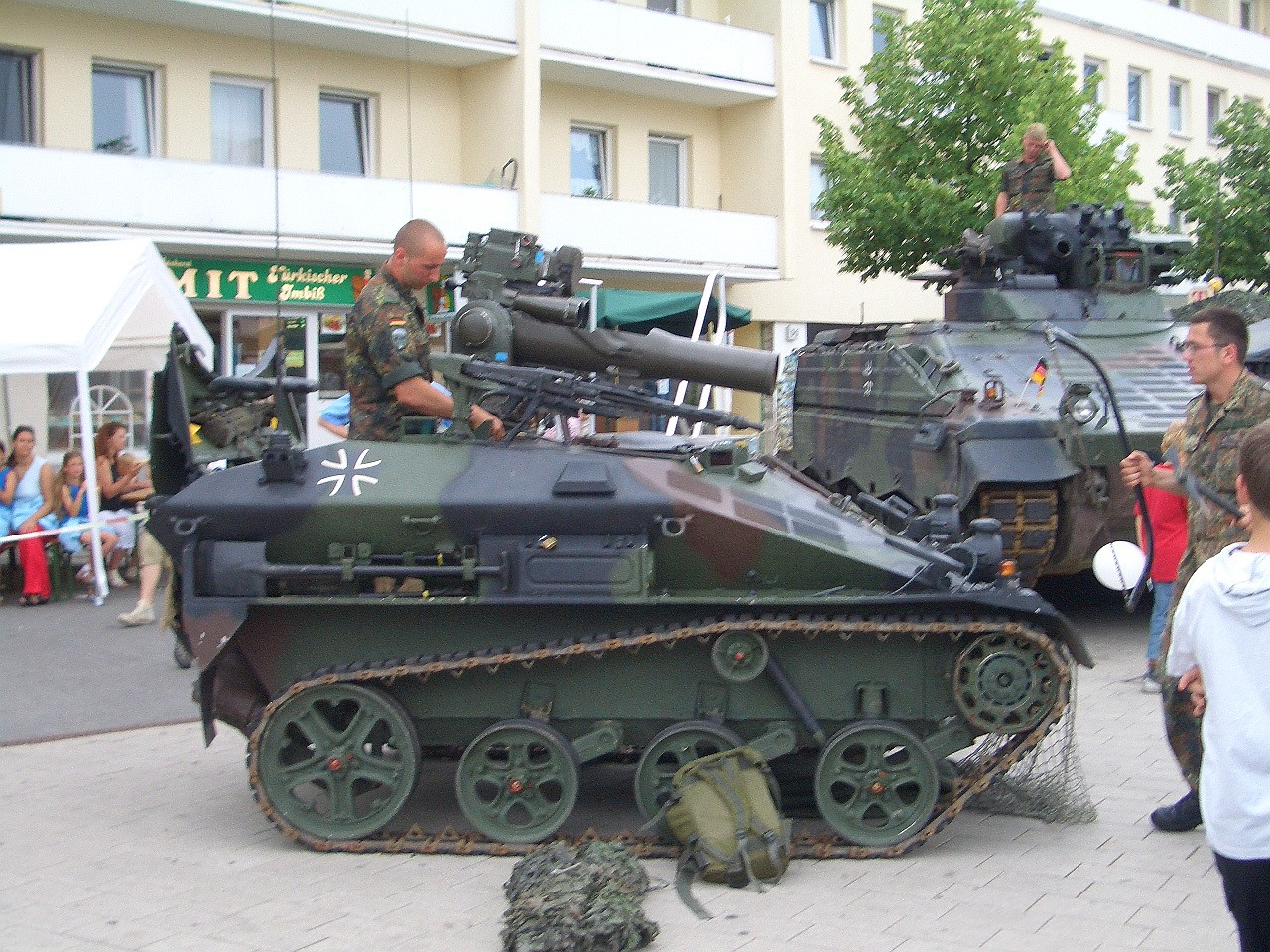
خودرو ویزل ارتش آلمان مسلح به موشک تاو
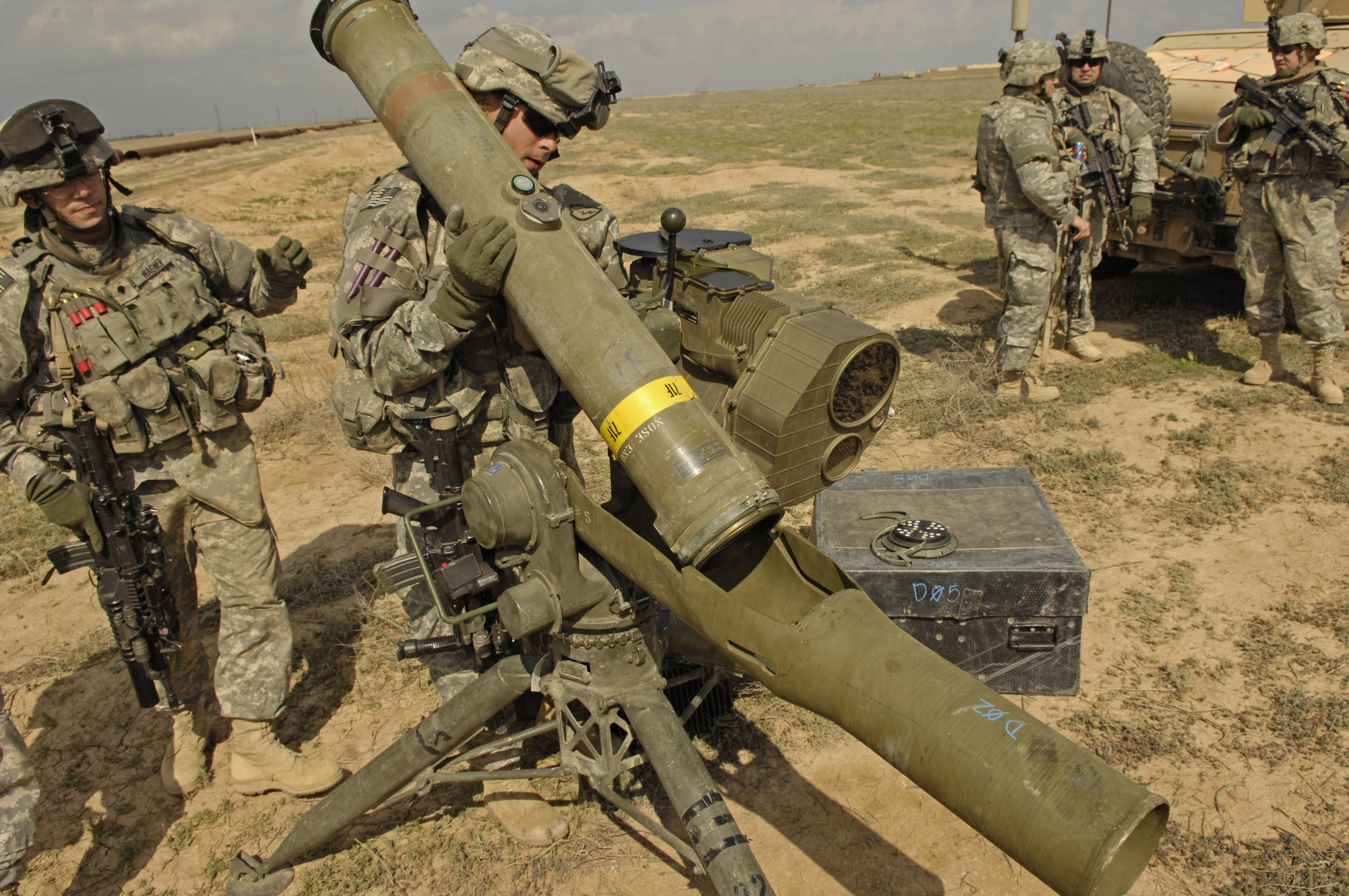
موشک تاو در عراق، ۲۰۰۷
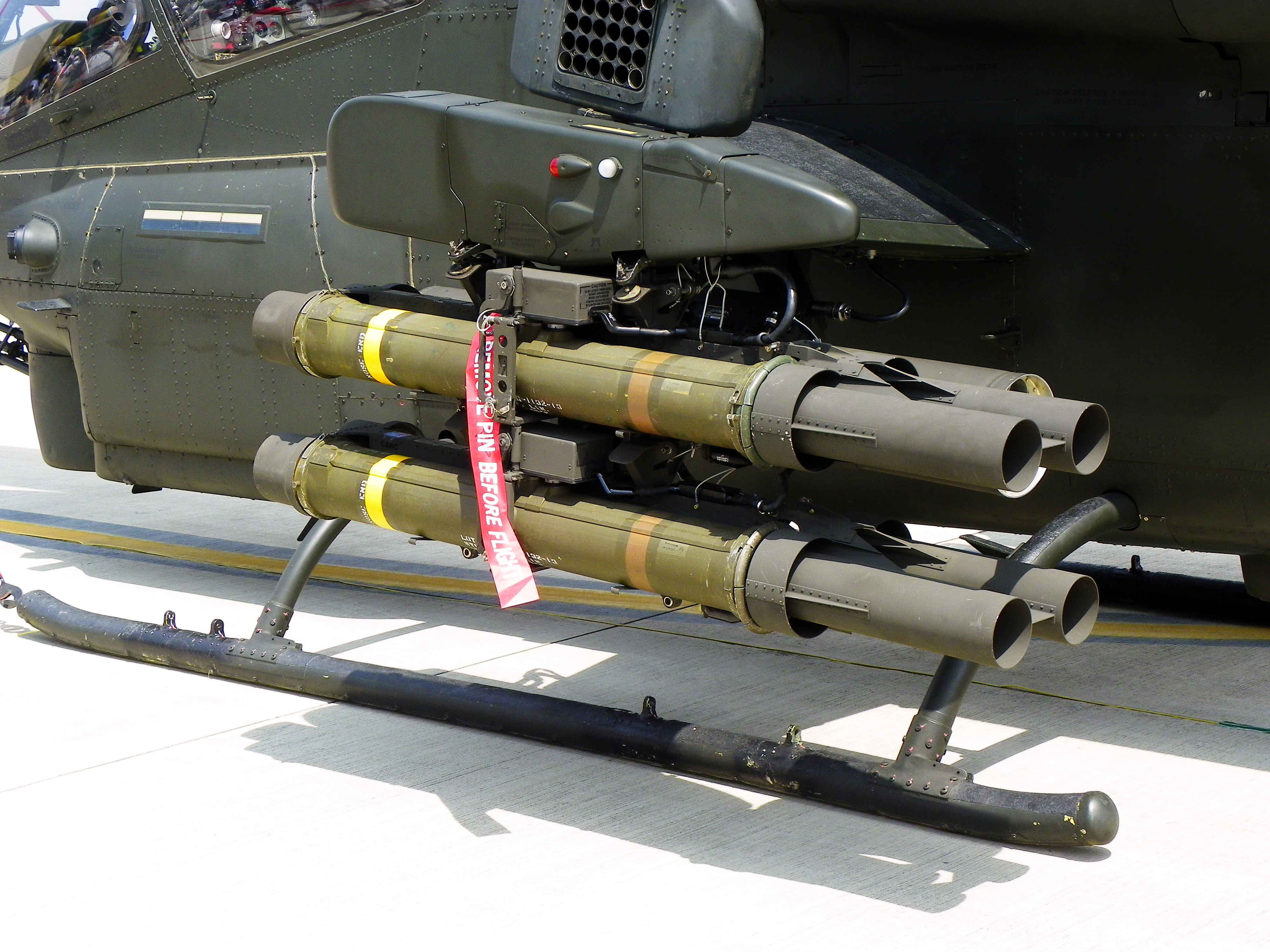
هلیکوپتر کبرای ارتش تایوان مسلح به چهار موشک تاو.